# Barfussia
Barfussia (лат.) — небольшой род растений семейства Бромелиевые (Bromeliaceae), естественно произрастающий на территории Боливии, Колумбии, Эквадора и Перу.

## Таксономия
Barfussia Manzan. & W.Till, первое упоминание в Phytotaxa 279: 39 (2016).

### Виды
Согласно данным сайта WFO Plant List, род состоит из 5 видов:
- Barfussia laxissima (Mez) Manzan. & W.Till
- Barfussia moorei (H.Luther) Gouda
- Barfussia platyrhachis (Mez) Manzan. & W.Till
- Barfussia robusta Gouda
- Barfussia wagneriana (L.B.Sm.) Manzan. & W.Tilltypus

## Распространение
Центром разнообразия рода Barfussia, вероятно, являются север Перу и юг Эквадора, при этом только один вид, B. laxissima, встречается исключительно в департаментах Ла-Пас и Санта-Крус (Боливия). Образцы из Эквадора, первоначально идентифицированные как B. laxissima, на самом деле принадлежат к B. moorei, что подтверждается фотографиями живого материала, а также гербарными образцами из Миссурийского ботанического сада. Вид Barfussia platyrhachis также зарегистрирован в Боливии (по двум образцам). B. moorei и B. platyrhachis являются, вероятно, самыми крупными представителями рода, тогда как у B. robusta самые крупные цветки. B. platyrhachis может достигать 2 м в высоту.
Barfussia platyrhachis, вероятно, имеет более широкое распространение в Эквадоре (провинции Морона-Сантьяго, Сукумбиос, Напо и Самора-Чинчипе) и встречается в Перу только в регионах Сан-Мартин и Хунин. В Колумбии этот вид известен только по типовой местности (департамент Антиокия), а также по двум образцам из Боливии, оба из Ла-Паса. Менее крупный, но похожий вид B. wagneriana имеет более широкое распространение в Перу (регионы Амазонас, Лорето, Сан-Мартин, Паско и Куско) и в Эквадоре встречается только в провинции Самора-Чинчипе.